# Drożnorurkowe
Drożnorurkowe, inna nazwa: żeberkowce (Perviata) – wydzielana do niedawna gromada w obrębie rurkoczułkowców, klasyfikowanych w randze typu, obejmująca jego przedstawicieli żyjących na głębokościach od 200 do 10 000 m, w domkach osadzonych w miękkim podłożu, o długości ciała od 3 mm do 1,5 m. Obecnie klasyfikowane są w randze rodziny Siboglinidae.
Mają 1–250 czułków, u niektórych gatunków dłuższych niż główna część ciała. Grupa ta obejmowała około 120 gatunków. Była dzielona na dwa rzędy, głównie w zależności od wykształcenia pracelomy:
- Athecanephridia – workowata praceloma z szeroko rozsuniętymi celomoduktami. Serce nakryte perikardium.
- Thecanephridia – z podkowiastą pracelomą i zbliżonymi do siebie celomoduktami, tworzącymi liczne pętle osadzone w workowatym uwypukleniu grzbietowego naczynia krwionośnego.